# Apple A16
O Apple A16 Bionic é um sistema baseado em ARM de 64 bits em um chip (SoC) projetado pela Apple Inc. e fabricado pela TSMC. Ele é usado nos iPhones 14 Pro, 14 Pro Max e iPhones 15, 15 Plus.

## Design
O Apple A16 Bionic apresenta uma CPU de seis núcleos de 64 bits projetada pela Apple que utiliza o ARMv8.6-A (sem SM4 da v8.6, mas com HCX) com dois núcleos "Everest" de alto desempenho rodando a 3,46 GHz e quatro núcleos "Sawtooth" de eficiência energética rodando a 2,02 GHz, em um design semelhante ao processador A15 do iPhone 14. A Apple afirma que o A16 é cerca de 40% mais rápido do que a concorrência e também tem novos núcleos de eficiência, cuja grande vantagem é que eles usam um terço da energia dos melhores núcleos de eficiência de outros telefones no mercado. O A16 contém 16 bilhões de transistores, um aumento de 6,7% em relação à contagem de transistores do A15 de 15 bilhões. Ele inclui uma unidade de processamento neural, aprimorada com 16 núcleos conhecida como "Apple neural engine", um novo processador de imagem com recursos aprimorados de fotografia computacional e um novo módulo para lidar com recursos relacionados à tela que a Apple chama de "display engine". O A16 tem suporte para codificação e decodificação de codec de vídeo no hardware para HEVC, H.264 e ProRes. Durante o evento de lançamento do iPhone 14, a Apple divulgou o chip A16 como o primeiro processador de 4 nm em um smartphone. No entanto, uma análise da TechInsights constatou que o A16 foi fabricado pela TSMC em seu processo N4P. O "N4P", como é chamado, é de fato um processo de fabricação de 5 nm que oferece melhorias no desempenho, na potência e na densidade em comparação com produtos anteriores da mesma família de 5 nm: N5, N5P e N4.

## GPU e memória
O A16 utiliza uma GPU de cinco núcleos projetada pela Apple, que supostamente está associada a uma largura de banda da memória 50% maior em comparação com a GPU do A15. A memória do A16 foi atualizada para LPDDR5 para obter uma largura de banda 50% maior e um processador neural de 16 núcleos 7% mais rápido, com capacidade para 17 trilhões de operações por segundo (TOPS). Em comparação, o processador neural do A15 era capaz de 15,8 TOPS. Todas as variantes do SoC vêm com 6 GB de memória. Diferentemente das gerações anteriores dos chips da série A da Apple, o A16 utiliza uma variante da estrutura vertical do A12X/M1 em vez da tradicional DRAM PoP. Esse sistema é baseado em um substrato de vidro epóxi com a DRAM montada em um lado e o SoC do A16 no outro, e provavelmente as vias que atravessam pelo vidro epóxi conectam os dois. Devido à remoção dos fios PoP, o consumo de energia da A16 por operação de leitura/gravação da DRAM foi ligeiramente reduzido.

## Processamento de imagem edisplay engine
O novo processador de imagem encontrado no chip A16 aprimorou seus recursos de fotografia computacional. Ele foi projetado para lidar com o sensor de imagem de maior resolução encontrado no iPhone 14 Pro, sendo capaz de realizar até 4 trilhões de operações por foto. O display engine é o primeiro na série A da Apple. Ele permite um melhor funcionamento do recurso "always on display" e lida com outras tarefas, como a taxa de atualização de 1 Hz, um maior nível de brilho da tela e técnicas aprimoradas que ajudam a suavizar as bordas irregulares na renderização de gráficos e imagens nas telas dos dispositivos.

## Firmware
Um novo toque de inicialização e de desligamento foi adicionado, estando disponível apenas no modo de acessibilidade.

## Produtos que apresentam o Apple A16 Bionic
- iPhone 14 Pro & 14 Pro Max
- iPhone 15 & 15 Plus